# U.S. Histos

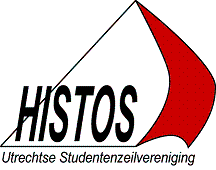
Het logo van de U.S. Histos

De Utrechtse Studentenzeilvereniging Histos (U.S. Histos) is in 1959 opgericht als ondervereniging van C.S. Veritas en sinds 1979 een zelfstandige vereniging. Sindsdien is het uitgegroeid tot de grootste studentenzeilvereniging van Europa.

## Geschiedenis

### Ondervereniging C.S. Veritas
Tijdens een zeildag ter ere van de Dies van Veritas in 1959 bleek het animo voor zeilen groot. Een jaar later werd de ondervereniging opgericht: Histos, het Griekse woord voor ‘mast’. Het doel van de oprichting was om de Utrechtse studenten de mogelijkheid te bieden om voor een betaalbare prijs te leren zeilen. In die tijd kostte een ledenkaart twee en een halve gulden. In 1964 wordt het contract met Ottenhome voor de huur van boten opgezegd wegens te weinig animo. Vijf jaar later worden 3 Vauriens aangeschaft om ook teamzeilactiviteiten op een eigen vloot te kunnen varen.
Tussen 1970 en 1975 draait Histos op een laag pitje. De vereniging kent 15 leden en telt slechts één bestuurslid. Vanaf 1976 groeit de U.S. Histos met 30 à 40 leden. Vanaf dat jaar wordt het WZG (Weekend Zeil Gebeuren) georganiseerd op Loosdrecht bij haven ‘De Uitkijk’. In de jaren daarna worden ook feestweekenden georganiseerd en wordt er frequent een ledenbrief verspreid binnen de vereniging.

### Zelfstandige vereniging

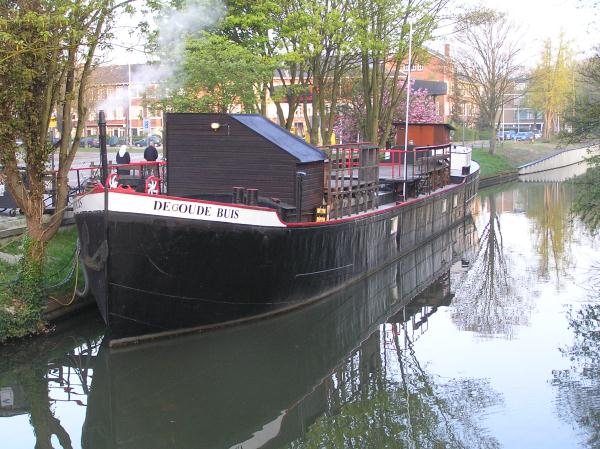
De Oude Buis

In 1979 wordt de U.S. Histos onafhankelijk van Veritas en groeit enorm. Met 125 leden worden er meerdere grotere zeilactiviteiten georganiseerd, wordt de vloot uitgebreid en ontstaan er meerdere commissies.
Op 28 oktober 1987 wordt de huidige sociëteit van Histos aangeschaft: ‘De Oude Buis’. Het oude binnenvaartschip werd gekocht van de tandheelkundige vereniging ‘John Thomes’. In eerste instantie werd ‘De Oude Buis’ alleen gebruikt als tijdelijke onderhouds- en opslagruimte voor de vloot totdat de U.S. Histos samen met A.U.S.R Orca en U.S.R. Triton een zogenaamde ‘HOT-loods’ zou krijgen op de Uithof van U.S.S. Mesa Cosa. Uiteindelijk werd de keuken uit de boot gesloopt en er werd besloten de bar te behouden op de boot.
De jaren daarna wordt de functie WGZ-commissaris vervangen voor de huidige functie ‘instructiecommissaris’ en wordt Commissaris Teamzeilen veranderd in ‘wedstrijdcommissaris’. In 1989 telt Histos 233 leden. Op de Algemene Vergadering (AV) werd met één stem verschil besloten om de bar in ‘De Oude Buis’ te behouden en het onderhoud van de boten elders te doen.
In 1996 wordt Histos lid van het Koninklijke Nederlandse Watersport Verbond (KNWV). Dit lidmaatschap heeft tot 2007 geduurd. De doelstelling voor Histos wordt opnieuw bepaald: Instructie-, wedstrijd- en recreatief zeilen op kielboot, zwaardboot, surfplank, kajuitjacht, catamaran en platbodem. De vloot wordt uitgebreid met twee Hobie 16’s, een Standfast 30 en twee Laser II’s.
In 1999 krijgt de vereniging een eigen bestuurskamer in het Studenten Service Centrum Pnyx in de binnenstad. De Hogeschool van Utrecht gaf de bestuursleden destijds een verhoging van de afstudeersteun. Eén jaar later komt de PR-commissaris als achtste bestuurslid het bestuur een efficiëntere werkwijze geven. Deze functie zou later, in 2011, weer verdwijnen.
In 2006 is, wegens uitbreidingsplannen van Prorail, ‘De Oude Buis’ verhuisd. Met financiële steun van Prorail is het schip voor de laatste keer naar Friesland gevaren voor een onderhoudsbeurt die er voor moet zorgen dat ‘De Oude Buis’ voor minimaal 30 jaar zou blijven liggen. Dit omdat de boot niet meer de bocht kon maken richting de Kruisvaart na afloop van de spooruitbreiding.
In 2007 is ‘De Oude Buis’ voor de laatste keer naar de werf toegegaan. Door een spooruitbreiding is de Kruisvaart smaller geworden, en kan de Buis met een lengte van ongeveer 38 meter bij de Vondelbrug niet meer de Vaartsche Rijn opdraaien. Het hele onderwaterschip moest in 2007 bij de werf vernieuwd worden. Het interieur tot 1.50 meter hoogte is in deze periode ook meteen vernieuwd met onder andere een nieuwe vloer, nieuwe bar en nieuwe toiletten. Door de spooruitbreiding kon de Buis ook niet meer op haar oude plek blijven liggen, en kreeg zij dus een nieuwe ligplaats. ‘De Oude Buis’ ligt nu aan de Vondellaan 1c, zo’n 100 meter van haar oude ligplaats af.
Na al deze verbouwingen is het DKEOB een klein beetje in vergetelheid geraakt. Net voordat duidelijk was dat ‘De Oude Buis’ compleet verbouwd zou worden, is het DKEOB leeggehaald om vervolgens snel weer opgebouwd te kunnen worden. Na de verhuizing heeft het DKEOB nog een tijdje als opslagruimte gediend voor de BVC, maar uiteindelijk heeft J.Z.D. Helios, het mannendispuut van Histos besloten het DKEOB weer om te toveren tot borrel- en vergaderruimte. Sinds 2009 kan de hele vereniging weer genieten van het vooronder van gezelligheid, genaamd "Chéz Nico".
In 2010 viert de vereniging haar lustrum groots met het thema ‘Illuster’. Er worden activiteiten zoals een strandfeest en een Histos-musical georganiseerd. Dit jaar wordt tevens het nieuwe kajuitjacht: de Beneteau First 31.7 aangeschaft. Vanaf het collegejaar 2011-2012 heeft de vereniging een fulltime 7-koppig bestuur. In 2013 is bekend geworden dat Histos voor het aanstaande collegejaar een verhoging krijgt wat betreft het aantal bestuursbeurzen.
In 2019 was het weer hoog tijd voor een grondige verbouwing van het ruim en een behandeling van het vlak om de levensduur van ‘De Oude Buis’ te verlengen. In 2018 is het plan en de financiering omtrent het groot onderhoud goedgekeurd op een AV, en vervolgens zijn de voorbereidingen begonnen. In mei 2019 is de grote verbouwing echt van start gegaan. Vele Histozen hebben in samenwerking met de Buiscommissaris het sloopwerk voltooid. Vervolgens is het vlak schoongemaakt en zijn de muren geschuurd. Daarna is het vlak volledig ingesmeerd met liquid rubber om corosie tegen te gaan. Na deze klus zat het grootste werk voor Histos erop, en heeft de aannemer gezorgd voor een prachtig nieuw interieur. De bar en wandkasten zijn gebouwd door twee oud-Histozen. Op 8 augustus 2019 is er een openingsfeest georganiseerd voor alle leden en sindsdien kunnen we elke dag genieten van onze “Nieuwe Oude Buis”.
Op dit moment heeft de vereniging ruim 470 leden en wil het volgens de meerjarenvisie doorgroeien naar 500 leden. Daarmee is de U.S. Histos de grootste studentenzeilvereniging van Nederland. Er wordt gevaren op zeven verschillende disciplines, zes hiervan zijn in eigen beheer.

## Wedstrijden
Naast dat de leden van de U.S. Histos recreatief kunnen zeilen, organiseert de U.S. Histos elk jaar meerdere regionale en nationale wedstrijden. Daarnaast wordt er actief gezeild in zowel het nationale als internationale wedstrijdveld op veel verschillende disciplines.
De J22 vaart gedurende het hele jaar wedstrijden. Er zijn twee wedstrijdteams die deelnemen aan grote wedstrijden als de Van Uden Reco Regatta en de Almere Regatta. Daarnaast wordt er deelgenomen aan Europese en wereldkampioenschappen. De wedstrijdteams worden over het algemeen om de twee jaar gewisseld om de doorstroom van verschillende wedstrijdzeilers binnen de U.S. Histos te bevorderen.
Met de Beneteau First 31.7 komt de U.S. Histos uit in de First 31.7 klasse tijdens grote wedstrijden en maandelijkse winterwedstrijden als de Grevelingen Cup. Daarnaast vaart deze jacht jaarlijks de Nort Sea Regatta (NSR), zowel de Inshore als de offshore. In 2012 heeft de jacht, aangeschaft in 2010, voor het eerst deelgenomen aan de Colin Archer Memorial Race. Deze wedstrijd werd gevaren van Nederland naar Noorwegen. Ook tijdens de Ronde om Noord-Holland, de 24-uurs en de Antwerprace vaart Histos mee.
De twee catamarans Hobie Tigers varen in mindere mate ook wedstrijden: De Ronde om Texel, Ronde om Pampus en het ONK F18 zullen worden gevaren. Door groei van het aantal wedstrijden voor deze discipline is de verwachting dat in de nabije toekomst meer wedstrijden worden gevaren.
De Laser I vaart sinds 2013 actief op de woensdagavondwedstrijden. Voor deze discipline wordt gekeken naar de mogelijkheden om meer wedstrijden te varen..
Het platbodemzeilen is binnen de U.S. Histos erg populair en er wordt actief mee gezeild tijdens de jaarlijkse Skutsje Lange Afstands Kampioenschappen (SLAK), een wedstrijd tussen de verschillende studentenzeilverenigingen uit Nederland.
Daarnaast organiseert de U.S. Histos ook haar eigen open en interne wedstrijden. Zo worden er elk jaar verschillende wedstrijden op Valken gevaren tijdens de Clubkampioenschappen. Ook organiseert de U.S. Histos de Utrechtse Studenten Zeilkampioenschappen (USZK) voor alle studenten uit Utrecht.

## Instructie
De U.S. Histos organiseert momenteel jaarlijks ruim 150 zeilactiviteiten. Zo worden er vele instructieweekenden, trainingsweekenden, wedstrijdweekenden en funweekenden georganiseerd. Er zijn weekenden voor de beginnende zeiler, maar ook voor de gevorderde zeiler. Voor de meest gevorderde zeilers is er een externe opleiding, waarbij een externe opleider langskomt om training te geven.
De doelstelling van de U.S Histos is het bevorderen van de zeilsport onder de leden op de gebieden instructie-, recreatie- en wedstrijdzeilen en wel op de zeven disciplines die Histos rijk is.
De verschillende disciplines bieden elk lid voldoende uitdaging op zeilgebied. De Valken en de Lasers zijn met name gericht op beginnersinstructie en de catamaran en het kajuitjacht zijn meer geschikt voor gevorderde instructie. Op de catamarans, het kajuitjacht en de J22 wordt tevens wedstrijdinstructie gegeven. Het instructieniveau op deze disciplines wordt gewaarborgd door het opleidingssysteem.
Histos kent een eigen opleidingssysteem, waarin verschillende niveaus te onderscheiden zijn:
- Pasjeshouder: iemand die in staat is zelfstandig te zeilen en daarom een boot mag huren.
- Schipper in opleiding (SIO): een pasjeshouder die schipper wil worden en in het opleidingstraject naar schipper zit.
- Schipper: iemand die bevoegd is om les te geven, een instructeur.
- Opleider: iemand die schippers in opleiding opleidt tot schipper.

## Commissies
De vereniging en de activiteiten draaien voornamelijk door de grote hoeveelheid commissies die allerlei verschillende taken op zich nemen. Zo heeft elk van de verschillende zeildisciplines een eigen commissie die gedurende het jaar activiteiten organiseert zoals zeilweekenden en instructiemomenten. Verder zijn er nog de commissies die niet-zeilende activiteiten organiseren. Deze commissies zorgen bijvoorbeeld voor zaken binnen de vereniging zoals het verenigingsblad 'de Zeillat', het introductieweekend en het onderhoud aan 'De Oude Buis'. Daarnaast zijn er nog commissies die zich bezig houden met de externe interactie van de vereniging, zoals bijvoorbeeld de jaarlijkse deelname aan de Utrechtse Introductie Tijd (UIT) en gezamenlijke activiteiten met de andere studenten watersportverenigingen.

## Disciplines
- Kielboot: 4 Valken

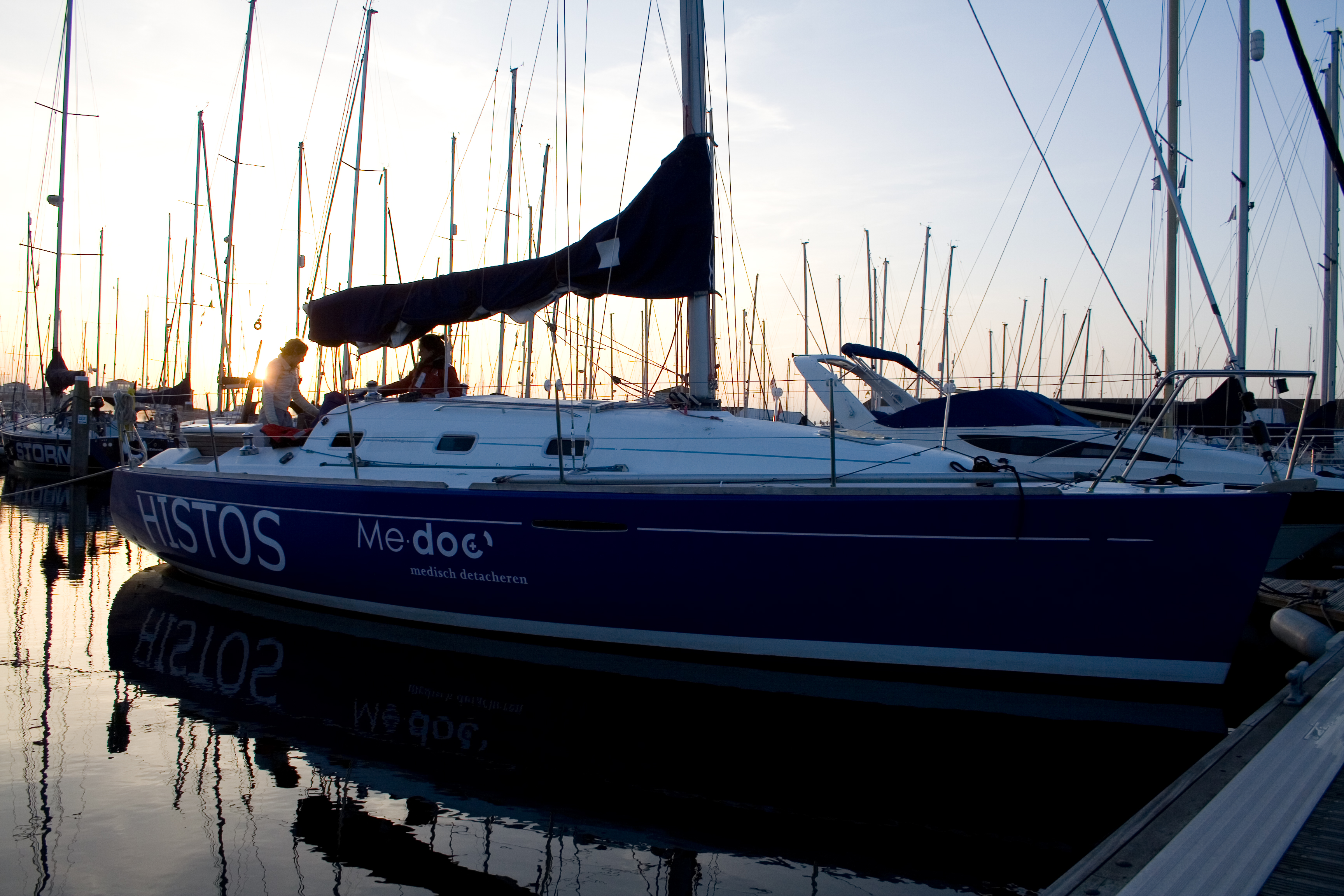
De First 31.7

- Zwaardboot: 5 Laser1, 2 Laser Vago
- Catamaran: 2 Nacra 570
- Surfplank: 13 surfplanken met verschillende maten zeilen (4,5 m² t/m 7,8 m²) en boards
- Kajuitjacht: Een Beneteau First 31.7
- Wedstrijdjacht: Twee J22 boten de Histos Jr. en de Djinn (Verkocht in Januari 2021)
- Platbodem: Niet in eigen beheer